# Бабітський край
Ба́бітський кра́й (латис. Babītes novads) — адміністративно-територіальна одиниця Латвійської Республіки. Розташований у центральній частині країни, в історичному регіоні Ліфляндія. Адміністративний центр — Пінькі. Створений 2009 року. Площа — 241,7 км². Населення — 9408 осіб (2011). До складу краю входять 2 волості.